# Roland Schwarze
Roland Schwarze (* 4. Juni 1961 in Höxter) ist ein deutscher Rechtswissenschaftler und Hochschullehrer.

## Leben
Nach dem Abitur 1980, dem Wehrdienst, absolvierte er von 1981 bis 1986 das Studium der Rechtswissenschaften an der Universität Göttingen. Während des Referendariats (1989–1992) erfolgte 1990 seine Promotion mit der Dissertation Der Betriebsrat im Dienst der Tarifvertragsparteien in Göttingen. Seine Habilitation erfolgte 1999 ebenfalls in Göttingen mit der Arbeit Vorvertragliche Verständigungspflichten (venia legendi für die Fächer Bürgerliches Recht, Arbeitsrecht und Zivilprozessrecht).
Schwarze lehrte ab 2001 als Professor an der Ruhr-Universität Bochum. Seit 2003 ist er Professor für Zivilrecht, Arbeitsrecht und Zivilprozessrecht in Hannover.

## Schriften (Auswahl)
- Der Betriebsrat im Dienst der Tarifvertragsparteien. Berlin 1991, ISBN 3-428-07080-1.
- Vorvertragliche Verständigungspflichten. Tübingen 2001, ISBN 3-16-147609-3.
- mit Hansjörg Otto und Rüdiger Krause: Die Haftung des Arbeitnehmers. Berlin 2014, ISBN 3-11-027046-3.
- Das Recht der Leistungsstörungen. Berlin ³2022 (erst 2008), ISBN  978-3-11-059799-8.